# Collegio uninominale Lombardia 4 - 01 (2020)
Il collegio elettorale uninominale Lombardia 4 - 01 è un collegio elettorale uninominale della Repubblica Italiana per l'elezione della Camera dei deputati.

## Territorio
Come previsto dalla legge n. 51 del 27 maggio 2019, il collegio è stato definito tramite decreto legislativo all'interno della circoscrizione Lombardia 4.
È formato dal territorio di 157 comuni della provincia di Pavia: Alagna, Albaredo Arnaboldi, Albonese, Albuzzano, Arena Po, Bagnaria,
Barbianello, Bastida Pancarana, Battuda, Belgioioso, Bereguardo, Borgarello, Borgo Priolo, Borgo San Siro, Borgoratto Mormorolo, Bosnasco, Brallo di Pregola, Breme, Bressana Bottarone, Broni, Calvignano, Campospinoso, Candia Lomellina, Canneto Pavese, Carbonara al Ticino, Casanova Lonati, Casatisma, Casei Gerola, Casorate Primo, Cassolnovo, Castana, Casteggio, Castelletto di Branduzzo, Castello d'Agogna, Castelnovetto, Cava Manara, Cecima, Ceretto Lomellina, Cergnago, Certosa di Pavia, Cervesina, Cigognola, Cilavegna, Codevilla, Colli Verdi, Confienza, Corana, Cornale e Bastida, Corvino San Quirico, Cozzo, Cura Carpignano, Dorno, Ferrera Erbognone, Filighera, Fortunago, Frascarolo, Galliavola, Gambarana, Gambolò, Garlasco, Godiasco Salice Terme, Golferenzo, Gravellona Lomellina, Gropello Cairoli, Langosco, Linarolo, Lirio, Lomello, Lungavilla, Marcignago, Mede, Menconico, Mezzana Bigli, Mezzana Rabattone, Mezzanino, Montalto Pavese, Montebello della Battaglia, Montecalvo Versiggia, Montescano, Montesegale, Montù Beccaria, Mornico Losana, Mortara, Nicorvo, Olevano di Lomellina, Oliva Gessi, Ottobiano, Palestro, Pancarana, Parona, Pavia, Pietra de' Giorgi, Pieve Albignola, Pieve del Cairo, Pinarolo Po, Pizzale, Ponte Nizza, Portalbera, Rea, Redavalle, Retorbido, Rivanazzano Terme, Robbio, Robecco Pavese, Rocca de' Giorgi, Rocca Susella, Rognano, Romagnese, Rosasco, Rovescala, San Cipriano Po, San Damiano al Colle, San Genesio ed Uniti, San Giorgio di Lomellina, San Martino Siccomario, Sannazzaro de' Burgondi, Santa Giuletta, Santa Margherita di Staffora, Santa Maria della Versa, Sant'Alessio con Vialone, Sant'Angelo Lomellina, Sartirana Lomellina, Scaldasole, Semiana, Silvano Pietra, Sommo, Spessa, Stradella, Suardi, Torrazza Coste, Torre Beretti e Castellaro, Torre de' Negri, Torre d'Isola, Torricella Verzate, Travacò Siccomario, Trivolzio, Tromello, Trovo, Val di Nizza, Valeggio, Valle Lomellina, Valle Salimbene, Varzi, Velezzo Lomellina, Vellezzo Bellini, Verretto, Verrua Po, Vigevano, Villa Biscossi, Villanova d'Ardenghi, Voghera, Volpara, Zavattarello, Zeme, Zenevredo, Zerbolò e Zinasco.
Il collegio è parte del collegio plurinominale Lombardia 4 - 01.

## Eletti
| Elezione | Elezione | Deputato            | Partito      |
| -------- | -------- | ------------------- | ------------ |
|          | 2022     | Alessandro Cattaneo | Forza Italia |

## Dati elettorali

### XIX legislatura
Come previsto dalla legge elettorale, 147 deputati sono eletti con sistema a maggioranza relativa in altrettanti collegi uninominali a turno unico.
| Candidati                                 | Candidati                               | Voti    | %     | Liste                                 | Voti    | %     |
| ----------------------------------------- | --------------------------------------- | ------- | ----- | ------------------------------------- | ------- | ----- |
|                                           | Alessandro Cattaneo ✔️ Eletto           | 126 592 | 54,80 | Fratelli d'Italia                     | 69 633  | 30,14 |
| Lega per Salvini Premier                  | Alessandro Cattaneo ✔️ Eletto           | 126 592 | 54,80 | 31 292                                | 13,55   |       |
| Forza Italia                              | Alessandro Cattaneo ✔️ Eletto           | 126 592 | 54,80 | 23 582                                | 10,21   |       |
| Noi moderati/Lupi - Toti - Brugnaro - UDC | Alessandro Cattaneo ✔️ Eletto           | 126 592 | 54,80 | 2 085                                 | 0,90    |       |
|                                           | Emanuele Massimiliano Corsico Piccolini | 55 298  | 23,94 | Partito Democratico-IDP               | 40 822  | 17,67 |
| +Europa                                   | Emanuele Massimiliano Corsico Piccolini | 55 298  | 23,94 | 6 985                                 | 3,02    |       |
| Alleanza Verdi e Sinistra                 | Emanuele Massimiliano Corsico Piccolini | 55 298  | 23,94 | 6 380                                 | 2,76    |       |
| Impegno Civico - Centro Democratico       | Emanuele Massimiliano Corsico Piccolini | 55 298  | 23,94 | 1 111                                 | 0,48    |       |
|                                           | Achille Lanfranchi                      | 19 543  | 8,46  | Azione - Italia Viva - Calenda        | 19 543  | 8,46  |
|                                           | Alberto Valenti                         | 17 253  | 7,47  | Movimento 5 Stelle                    | 17 253  | 7,47  |
|                                           | Giuseppe Ravalli                        | 4 776   | 2,07  | Italexit                              | 4 776   | 2,07  |
|                                           | Rita Lipardi                            | 2 635   | 1,14  | Unione Popolare                       | 2 635   | 1,14  |
|                                           | Daniele Burgio                          | 2 541   | 1,10  | Italia Sovrana e Popolare             | 2 541   | 1,10  |
|                                           | Angelica Poli                           | 1 493   | 0,65  | Vita                                  | 1 493   | 0,65  |
|                                           | Angelo Mandelli                         | 495     | 0,21  | Alternativa per l'Italia (PdF - Exit) | 495     | 0,21  |
|                                           | Sara Galli                              | 214     | 0,09  | Noi di Centro – Europeisti            | 214     | 0,09  |
|                                           | Elena Fontanesi                         | 180     | 0,08  | Free                                  | 180     | 0,08  |
| Totale                                    | Totale                                  | 231 020 | 100   |                                       | 231 020 | 100   |
|                                           |                                         |         |       |                                       |         |       |
| Schede bianche                            | Schede bianche                          | 3 408   | 1,41  |                                       |         |       |
| Schede nulle                              | Schede nulle                            | 6 498   | 2,70  |                                       |         |       |
| Votanti                                   | Votanti                                 | 240 926 | 67,30 |                                       |         |       |
| Elettori                                  | Elettori                                | 357 963 |       |                                       |         |       |